# 地阿棘腹蛛
地阿棘腹蛛（学名：Gasteracantha diardi）为园蛛科棘腹蛛属的动物。在中国大陆，分布于南部等地。